# Serciomyia silentis
Serciomyia silentis là một loài ruồi trong họ Ruồi giả ong (Syrphidae). Loài này được Harris mô tả khoa học đầu tiên năm 1776. Serciomyia silentis phân bố ở vùng Cổ Bắc giới